# Mòdul de torsió
El mòdul de torsió o moment de torsió o inèrcia torsional és una propietat geomètrica de la secció transversal d'una biga o prisma mecànic que relaciona la magnitud del moment torsor amb les tensions tangencials sobre la secció transversal. Aquest mòdul es designa per J i apareix en les equacions que relacionen les tensions tangencials associatives, el moment torsor (Mx) i la funció de l'alabeig unitari (ω), aquesta relació ve donada aproximadament per les dues equacions següents:

{\displaystyle {\tilde {\tau }}_{xy}=\left[{\cfrac {\partial \omega }{\partial y}}-(z-z_{C})\right]{\cfrac {M_{x}}{J}}\qquad \qquad {\tilde {\tau }}_{xz}=\left[{\cfrac {\partial \omega }{\partial z}}+(y-y_{C})\right]{\cfrac {M_{x}}{J}}}

I on {\displaystyle (y_{C},z_{C})} són les coordenades del centre de tallant de la secció.

Peça de secció rectangular torsionada.

Per una peça prismàtica recta de secció constant torsionanda aplicant un moment torsor {\displaystyle T} constant a través dels seus extrems el mòdul de torsió es relaciona amb l'angle girat {\displaystyle \theta } i la longitud total de la peça mitjançant l'expressió:

{\displaystyle J={\frac {TL}{G\theta }}}

on G és el mòdul d'elasticitat transversal del material de la peça.

## Mòdul de torsió per a una secció circular
Per a una secció circular o circular buida el mòdul de torsió coincideix amb el moment d'inèrcia polar, és a dir, coincideix amb la suma dels dos segons moments d'àrea de la secció transversal:

{\displaystyle J=I_{0}=I_{y}+I_{z}\;}

## Mòdul de torsió per a una secció rectangular
Per a una secció rectangular de dimensions  b  i  h  ( b  < h ), el mòdul de torsió ve donat per l'expressió:

{\displaystyle J={\frac {1}{3}}b^{3}h\left[1-{\frac {192b}{h\pi ^{5}}}\sum _{k=1,3,\ldots }^{\infty }{\frac {1}{k^{5}}}{\mbox{tanh}}\left({\frac {kh\pi }{2b}}\right)\right]}

## Mòdul de torsió per a una secció triangular
Per a una secció triangular equilàtera d'alçada  h  i banda  L , el mòdul de torsió ve donat per l'expressió:

{\displaystyle J={\frac {{\sqrt {3}}h^{4}}{45}}={\frac {{\sqrt {3}}L^{4}}{80}}={\frac {3}{5}}I_{0}}

On el moment d'inèrcia polar ve donat per:

{\displaystyle I_{0}={\frac {{\sqrt {3}}h^{4}}{54}}={\frac {{\sqrt {3}}L^{4}}{96}}}

## Mòdul de torsió per a una secció qualsevol
Determinar el mòdul de torsió d'una secció requereix conèixer el alabeig unitari ω de la secció i la posició del centre de tallant. El càlcul del alabeig unitari o seccional, en general és un problema no elemental, resoldre un problema de von Neumann sobre la secció per a la qual es busca el mòdul de torsió. Un cop coneguda la funció de alabeig unitari, només cal calcular:

(1){\displaystyle {\begin{cases}I_{C}=\int _{A}\left[(y-y_{C})^{2}+(z-z_{C})^{2}\right]dydz\\W_{0}=\int _{A}\left[({\frac {\partial \omega }{\partial y}})^{2}+({\frac {\partial \omega }{\partial z}})^{2}\right]dydz\\J=I_{C}-W_{0}\end{cases}}}

Equivalententemente el mòdul de torsió es pot calcular a partir de les fórmules anteriors, arribant-se a l'expressió compacta:

{\displaystyle J=\int _{A}\left[(y-y_{C})^{2}+(z-z_{C})^{2}-(y-y_{C}){\frac {\partial \omega }{\partial z}}+(z-z_{C}){\frac {\partial \omega }{\partial y}}\right]dydz}

Si la secció té dos eixos de simetria perpendiculars el càlcul anterior se simplifica una mica, ja que, llavors {\displaystyle (y_{C},z_{C})=(0,0)} i el alabeig unitari és una funció de simetria definida.

## Mòdul de torsió en seccions de paret prima
La determinació del mòdul de torsió d'una secció general és un problema matemàtic complex que requereix fer ús de les fórmules en(1), però, per a cert tipus de seccions es pot obtenir un resultat satisfactori usant algun mitjà alternatiu. Per exemple per a peces buides o en canal de paret prima, com ho són la pràctica totalitat de les seccions usades en construcció metàl·lica, pot aproximar la secció transversal mitjançant una corba (oberta o tancada) i un cert gruix al voltant de la corba. A causa del diferent comportament del "flux" de tensions tangencials al llarg de la secció han de distingir tres casos:
- Peces de perfil obert ,-hi les corbes integrals del camp de tensions tangencials, no tanquen cap àrea. Els perfils metàl·lics en H, en R, en U i L són exemples d'aquest tipus de secció.
- Peces de perfil tancat simple , Són seccions formades per una corba tancada simple, que per tant tanca una àrea, i un cert gruix constane sobre la corba. Els perfils tubulars buits de secció exterior cudrada, rectangular o circular són exemples de secció tancada simple.
- Peces de perfil multicel , són seccions de paret prima que no són simplement connexes en estar formades per un cert nombre de forats juxtaposats.

### Secció de paret prima oberta
En aquest cas el mòdul de torsió es pot obtenir integrant el gruix a la galleda al llarg de la corba mitjana {\displaystyle \Gamma } que defineix la secció transversal:

{\displaystyle J={\frac {1}{3}}\int _{\Gamma }e^{3}ds={\frac {L_{\Gamma }e^{3}}{3}}}

Si el perfil té ramificacions, com succeeix en les seccions en R o H llavors l'última integral de longitud s'estén sobre cadascuna de les branques.

### Secció tancada simple de paret prima
En aquest cas el flux de tensions és aproximadament constant al llarg del gruix de la paret que conforma la secció. Trucant  A  a l'àrea tancada per la corba mitjana que defineix la secció i {\displaystyle \Gamma } al seu perímetre, el mòdul de torsió ve donat per la fórmula d'Bredt:

{\displaystyle J={\frac {4A^{2}}{\int _{\Gamma }{\cfrac {ds}{i}}}}={\frac {4EA^{2}}{L_{\Gamma }}}}

Si la secció està formada per una corba simple tancada més algunes ramificacions que no constitueixen corbes tancades, el mòdul de torsió pot obtenir sumant la contribució de la corba que tanca una àrea i les branques:

{\displaystyle J=4{\frac {e_{0}A^{2}}{L_{\Gamma _{0}}}}+{\frac {1}{3}}\sum _{i}e_{j}^{3}L_{\Gamma _{j}}}

### Secció tancada composta de paret prima
Aquest cas és més complicat que l'anterior i la fórmula ve donada per una generalització de la fórmula de Bredt. Si la secció tanca com a màxim una àrea  A , formada per  n  subàrees o panells que contenen cada un una àrea  A  i   [sent el cas òbviament que  A  =  A   1 +...+ A  n  ] ia més hi ha  m  ramificacions com en el cas antrior el mòdul de torsió ve donat per:

{\displaystyle J={\frac {4}{L_{\Gamma _{0}}}}\sum _{i,j=1}^{n}b_{ij}A_{i}A_{j}+{\frac {1}{3}}\sum _{k=1}^{m}e_{k}^{3}L_{\Gamma _{k}}}

On els coeficienes que apareixen a la fórmula anterior són els coeficients de la matriu {\displaystyle \mathbf {B} =[b_{ij}]=[a_{ij}]^{-1}} sent:

{\displaystyle a_{ii}=\int _{\partial A_{i}}{\frac {ds}{e_{i}}}\qquad \qquad a_{ij}=-\int _{\partial A_{i}\cap \partial A_{j}}{\frac {ds}{e_{i}}}\ \quad (i\neq j)}

## Fórmula de Saint-Venant per seccions massisses
Per a peces de gran inèrcia torsional, la torsió és de tipus de Saint-Venant pura o dominant. A més, com que el mòdul de torsió ha de ser independent del sistema d'eixos elegit, es pot construir com una funció dels invariants algebraics que es poden formar a partir de l'àrea i els moments d'àrea de la secció transversal de la peça. El 1855 Saint-Venant va proposar una fórmula que complia aquest requeriment i que dona bons resultats per a la majoria de seccions massisses:

{\displaystyle J={\frac {A^{4}}{\kappa (I_{y}+I_{z})}}}

On el valor de {\displaystyle \kappa } es pren freqüentment entre 35 i 40, l'única restricció que s'imposa normalment a l'ús d'aquesta fórmula és que la secció transversal sigui convexa.